# Rodina, Veliko Tărnovo
Rodina (în bulgară Родина) este un sat în comuna Zlatarița, regiunea Veliko Tărnovo,  Bulgaria. 

## Demografie
Componența etnică a satului Rodina
     Turci (59,08%)
     Bulgari (24,09%)
     Nicio identificare (16,82%)
     Altele (0%)
La recensământul din 2011, populația satului Rodina era de 523 locuitori. Din punct de vedere etnic, majoritatea locuitorilor (59,08%) erau turci, cu o minoritate de bulgari (24,09%). Pentru 16,82% din locuitori nu este cunoscută apartenența etnică.